# Scopinella
Scopinella — рід грибів. Назва вперше опублікована 1846 року.

## Класифікація
Згідно з базою MycoBank до роду Scopinella відносять 9 офіційно визнаних видів:
- Scopinella barbata
- Scopinella caulincola
- Scopinella gallicola
- Scopinella musciformis
- Scopinella octahedrica
- Scopinella plejospora
- Scopinella pyramidospora
- Scopinella solani
- Scopinella sphaerophila